# Cédric Sapin-Defour
 (juillet 2025).
Motif : Où sont les sources ?
- Archive Wikiwix
- Bing
- Cairn
- DuckDuckGo
- E. Universalis
- Gallica
- Google
- G. Books
- G. News
- G. Scholar
- Persée
- Qwant
- (zh) Baidu
- (ru) Yandex
- (wd) trouver des œuvres sur Wikidata

| 1. | Préciser le motif de la pose du bandeau. | Précisez le motif de la pose du bandeau en utilisant la syntaxe suivante : {{admissibilité à vérifier\|date=août 2025\|motif=remplacez ce texte par le motif}}                           |
| 2. | Informer les utilisateurs concernés.     | Pensez à avertir le créateur de l'article, par exemple, en insérant le code ci-dessous sur sa page de discussion : {{subst:avertissement admissibilité à vérifier\|Cédric Sapin-Defour}} |

 (juillet 2025).
Cédric Sapin-Defour, né en 1975 à Saint-André-les-Vergers, dans l’Aube, est un écrivain, alpiniste et professeur d’éducation physique français.

## Biographie
Il publie plusieurs essais et ouvrages autour de l’alpinisme, notamment Le Dico impertinent de la montagne (2014), Gravir les montagnes est une affaire de style  (2017), Espresso » (2019), ou Double Espresso (2022).
Son livre Son odeur après la pluie, récit de sa relation avec Ubac, son chien bouvier bernois, durant treize ans et le deuil qui a suivi parait en 2023. L'ouvrage, sorti modestement, connait un succès surprise en librairie, commulant plus de 650 000 exemplaires vendus en France.  Traduit dans une vingtaine de langues, il est lauréat du prix littéraire 30  Millions d’Amis (le « Goncourt des animaux ») et le prix Terre de France. Cédric Sapin-Defour reçoit également le prix du meilleur auteur de l'année aux Trophées de l'édition 2024, organisés par le magazine spécialisé Livres Hebdo.
Son odeur après la pluie est adapté en bande dessinée par José Luis Munuera, sortie mai 2025, en pièce de théâtre mise en scène par Richard Arselin et Véronique Boutonnet à l’affiche au Lucernaire de septembre à novembre 2025 et un projet de film est en cours.
En 2025, Cédric Sapin-Defour publie Où les étoiles tombent, le récit de la journée de l'accident de parapente qui a failli coûter la vie de sa compagne Mathilde et des mois qui ont suivi,.

## Publications
- 2014 : Le Dico impertinent de la montagne, JMEditions
- 2017 : Gravir les montagnes est une affaire de style, Editions Guérin
- 2019 : Espresso » (2019), Editions Guérin
- 2022 : Double Espresso (2022). Editions Guérin
- 2023 : Son odeur après la pluie, Editions Stock
- 2025 : Son odeur après la pluie, roman graphique, Editions du lombard
- 2025 : Où les étoiles tombent, Editions Stock